# ジビッレ・フォン・ザクセン
ジビッレ・フォン・ザクセン（Sibylle von Sachsen, 1515年5月2日 - 1592年7月18日）は、ザクセン＝ラウエンブルク公フランツ1世の妃。

## 生涯
ジビッレは、ザクセン公ハインリヒ4世（1473年 - 1541年）とメクレンブルク公マグヌス2世の娘カタリーナ・フォン・メクレンブルク（1487年 - 1561年）との間に長子として生まれた。
1540年2月8日にドレスデンにおいてザクセン＝ラウエンブルク公フランツ1世（1510年 - 1581年）と結婚した。この関係は、シュマルカルデン戦争の間にジビッレの弟モーリッツにとって重要なものとなった。結婚生活は不幸で、フランツ1世はジビッレを悪意ある愛情のない行為で非難した。後年、ジビッレとフランツ1世は再び和解した。1552年、ジビッレは弟モーリッツに、夫がリューベックからいくつかの領地や村を買い戻すため経済的に援助するよう頼んだ。
1588年、ジビッレは、1585年から1586年までアルトクロスターのブクステフーデに住んでいた息子モーリッツと、アダム・フォン・チャマーの妻ギーゼラとの不倫問題において重要な役割を果たし、ギーゼラに対して魔術裁判をおこなった。
ジビッレは1592年にブクステフーデで亡くなり、ラッツェブルク大聖堂に埋葬された。

## 子女
- アルブレヒト（1542年 - 1544年）
- ドロテア（1543年3月11日 - 1586年4月5日） - ブラウンシュヴァイク＝グルーベンハーゲン公ヴォルフガングと結婚
- マグヌス2世（1543年 - 1603年） - ザクセン＝ラウエンブルク公
- ウルズラ（1545年 - 1620年） - 1569年にブラウンシュヴァイク＝ダンネンベルク公ハインリヒと結婚
- フランツ2世（1547年 - 1619年） - ザクセン＝ラウエンブルク公
- ハインリヒ（1550年 - 1585年） - ブレーメン大司教（ハインリヒ3世、1567年 - 1585年）、オスナブリュック司教（ハインリヒ2世、1574年 - 1585年）およびパーダーボルン司教（ハインリヒ1世、1577年 - 1585年）。アンナ・フォン・ブロイヒと結婚。
- モーリッツ（1551年 - 1612年） - ザクセン＝ラウエンブルク公。1581年にカタリーナ・フォン・シュパークと結婚（1582年に離婚）
- ジドーニエ・カタリーナ（1594年没） - 1567年にチェシン公ヴァツワフ3世アダムと結婚、1586年にチェシン公国の貴族エメリヒ3世・フォルガーチと結婚
- フリードリヒ（1554年 - 1586年） - ケルンおよびブレーメン大聖堂の律修司祭